# Palacio de Hohenfels

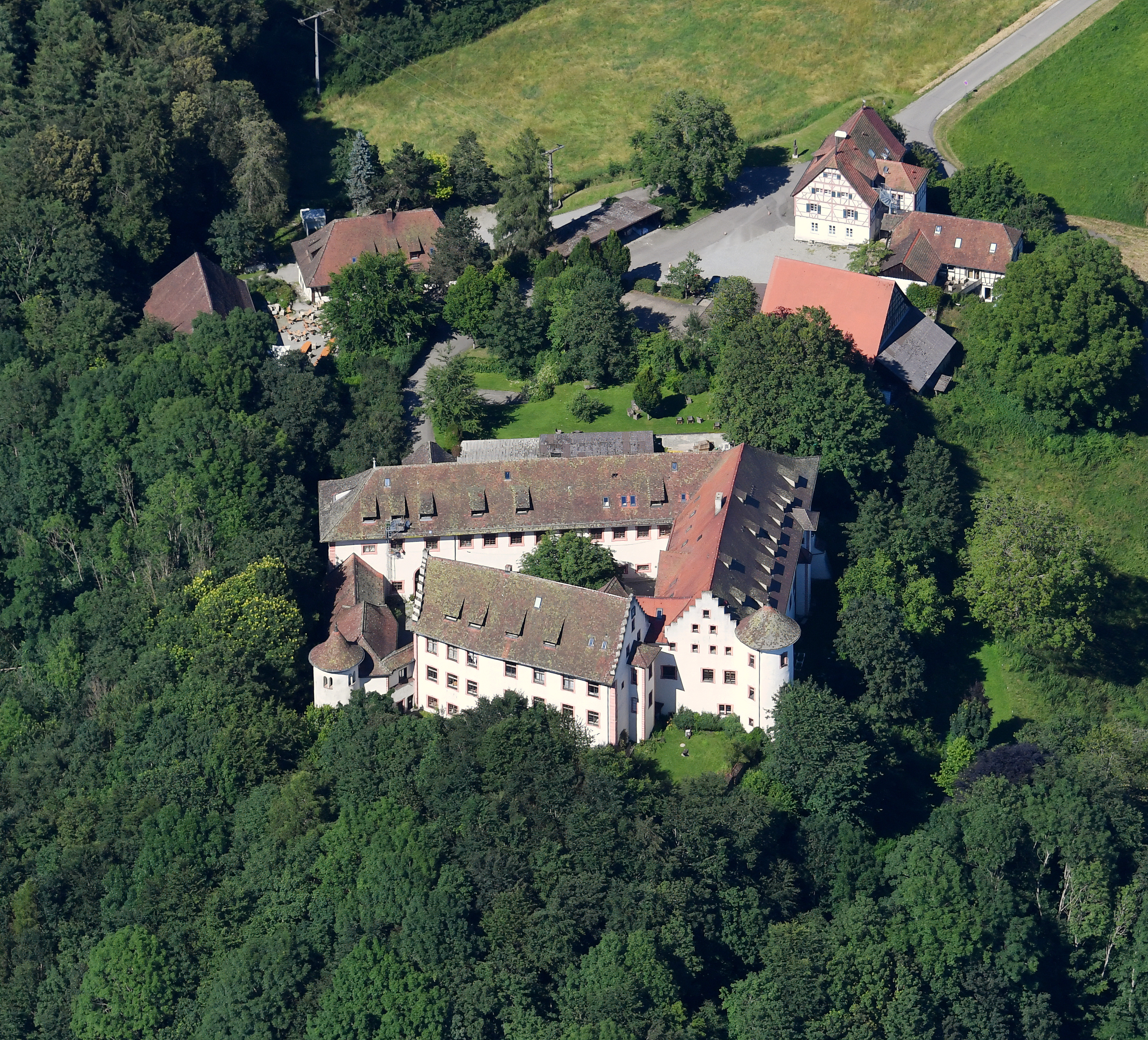
Palacio de Hohenfels

El palacio de Hohenfels fue construido en el siglo XVIII en el lugar del castillo de Hohenfels, cerca del actual municipio de Hohenfels en el sur de Alemania. Las partes más antiguas datan de la segunda mitad del siglo XVI. Desde 1931 alberga un internado.